# تپه بساط خانی
تپه بساط خانی مربوط به عصر مفرغ است و در شهرستان خرم‌آباد، بخش مرکزی، دهستان رباط نمکی، روستای پیرحیاتی واقع شده و این اثر در تاریخ ۲۸ اسفند ۱۳۸۵ با شمارهٔ ثبت ۱۸۸۲۵ به‌عنوان یکی از آثار ملی ایران به ثبت رسیده است.